# Gornje Dubrave
Gornje Dubrave – wieś w Chorwacji, w żupanii karlowackiej, w mieście Ogulin. W 2011 roku liczyła 90 mieszkańców.